# Okręg wyborczy Workington
Okręg wyborczy Workington powstał w 1918 r. i wysyła do brytyjskiej Izby Gmin jednego deputowanego. Okręg położony jest w północno-zachodniej Kumbrii.

## Deputowani do brytyjskiej Izby Gmin z okręgu Workington
- 1918–1945: Thomas Cape, Partia Pracy
- 1945–1976: Fred Peart, Partia Pracy
- 1976–1979: Richard Page, Partia Konserwatywna
- 1979–2001: Dale Campbell-Savours, Partia Pracy
- 2001– : Tony Cunningham, Partia Pracy